# Chyrzynka
Chyrzynka – część wsi Chyrzyna w województwie podkarpackim, w powiecie przemyskim, w gminie Krzywcza, położona w na południowym brzegu Sanu na terenie Pogórza Przemyskiego. Leży na południe od centrum Chyrzyny.

## Historia
Dawniej samodzielna wieś, wzmiankowana była w 1448 r. Należała do klucza krzywieckiego. W okresie międzywojennym została włączona w skład sąsiedniej wsi Chyrzyna. Według spisu powszechnego, przeprowadzonego w 1921 r. wieś liczyła 19 domów i 119 mieszkańców: 107 grekokatolików i 17 rzymskich katolików.
Dawniej gmina jednostkowa w powiecie przemyskim Królestwa Galicji i Lodomerii. W II RP już nie figuruje jako samodzielna gmina, lecz jako część gminy Chyrzyna. Od 1934 w zbiorowej gminie Krzywcza.
Większość mieszkańców wywieziono na Ukrainę w 1946 r.
Obecnie w Chyrzynce znajdują się 4 domy oraz opuszczona drewniana cerkiew pw. św. Szymona Słupnika z 1857 r. z ciekawą przegrodą ikonostasową i dobrze zachowaną polichromią.
W Chynce urodził się Stepan Wenhrynowycz.